# Tharpyna himachalensis
Tharpyna himachalensis är en spindelart som beskrevs av Benoy Krishna Tikader och Biswas 1979. Tharpyna himachalensis ingår i släktet Tharpyna och familjen krabbspindlar. Inga underarter finns listade i Catalogue of Life.